# Lillebelt
Die erste dänische Eisenbahnfähre Lillebelt verband planmäßig ab dem 19. März 1872 auf der ersten Eisenbahnfährverbindung des Landes Fredericia auf Jütland mit Strib auf Fünen.

## Geschichte
Der Raddampfer der DSB Færgerederi in København wurde von Danske Statsbaner (DSB) bei der Werft Wigham Richardson & Company in Newcastle upon Tyne beauftragt und kostete 83.907 Rigsbankdaler. Das Schiff sollte bereits im September 1871 geliefert werden. Wegen eines Streiks gab es Verzögerungen. So war der Baubeginn am 3. September 1871 und Anfang Januar 1872 wurde die Fähre fertiggestellt.
Am 13. Januar 1872 fuhr die Lillebelt, begleitet ab Newcastle vom DFDS-Schraubendampfschiff Anglo Dane über die Nordsee in Richtung Dänemark. Diese Maßnahme erwies sich als begründet. Am Tag nach der Abfahrt gab es einen heftigen Sturm, bei dem die Fähre, die neben einem extra Behälter für Kohle auf dem Deck die beiden Klappen für die Fähranleger in Fredericia und Strib mitführte, zeitweise außer Kontrolle geriet. Anglo Dane diente abwechselnd als Notruder- und Schleppschiff. Am 17. Januar 1872 kam die Fähre in Aarhus an, um Kohle zu bunkern, nachdem durch  den Sturm der größte Teil des Brennstoffes auf See verloren ging. Am 19. Januar wurde Frederica erreicht. Nach der Montage der Klappen an den Fähranlegern wurde am 8. März 1872 die erste Fahrt unternommen.
Das Schiff hatte neben dem Kessel- und Maschinenraum Aufenthaltsräume für die Passagiere. Im Vorschiff war der Salon I. Klasse und der Salon II. Klasse und im Achterschiff der Salon III. Klasse eingerichtet. Neben den gut eingerichteten Räumen der I. und II. Klasse befand sich der Damensalon.
Zur Beladung der Fähre wurden besondere Zwischenwagen verwendet, damit die vorhandenen Dampflokomotiven der Typen DSB M, DSB N und DSB Kj nicht auf die Fähre fahren musste. Im Juli 1872 musste die Fähre in der Werft in Helsingør lackiert werden. Dabei wurden einige Änderungen vorgenommen. In der Zwischenzeit stauten sich die Güterwagen an der nicht bedienten Fährverbindung, was bei den Kunden großen Unmut hervorrief.
Nachdem die Fähre für die Linie zwischen Fredericia und Strib über den Kleinen Belt, durch den die Eisenbahnnetze zwischen Jütland und Fünen verbunden wurden, zu klein geworden war, wurde das Schiff 1892 an den Sallingsund verbracht und auf der Fährlinie Glyngøre–Nykøbing Mors eingesetzt. Von dort erfolgte zudem ihr Einsatz als Reservefähre über den Oddesund nach Thyholm.
Ihre letzte Fahrt machte die Lillebelt am 9. Oktober 1922. Danach wurde sie zur Verschrottung verkauft.